# Ferrières-les-Bois
Ferrières-les-Bois è un comune francese di 328 abitanti situato nel dipartimento del Doubs nella regione della Borgogna-Franca Contea.

## Società

### Evoluzione demografica
Abitanti censiti